# دانيال أنغولو
دانيال أنغولو هو لاعب كرة قدم إكوادوري، ولد في 16 نوفمبر 1986 في إسمرالداس في الإكوادور. شارك مع منتخب الإكوادور لكرة القدم. أما مع النوادي، فقد لعب مع إل. دي. يو. كيتو وإنديبنديينتي سانتا في وسوسيداد ديبورتيفو كيتو.

## وصلات خارجية
- دانيال أنغولو على موقع قاعدة بيانات كرة القدم.إي يو (الإنجليزية)
- دانيال أنغولو على موقع ناشيونال فوتبول تيمز (الإنجليزية)
- دانيال أنغولو على موقع Soccerway.com (الإنجليزية)
- دانيال أنغولو على موقع AS.com (الإسبانية)